# Хагенбах
Хагенбах (фр. Hagenbach) насеље је и општина у источној Француској у региону Алзас, у департману Горња Рајна која припада префектури Алткирх.
По подацима из 2011. године у општини је живело 693 становника, а густина насељености је износила 144,07 становника/km². Општина се простире на површини од 4,81 km². Налази се на средњој надморској висини од 285 метара (максималној 343 m, а минималној 279 m).

## Демографија
| 1962. | 1968. | 1975. | 1982. | 1990. | 1999. | 2011. |
| ----- | ----- | ----- | ----- | ----- | ----- | ----- |
| 525   | 548   | 468   | 543   | 595   | 593   | 693   |

График промене броја становника у току последњих година